# Storforsön
Storforsön är en ö i Värmland. Ön är 5411 hektar stor och därmed Värmlands största och Sveriges tjugotredje största ö.
Storforsön omfattar ett landområde mellan sjöarna Daglösen i norr och Öjevettern i söder, som från norr till söder (nedströms) avgränsas västerut av Asphytteälven, Aspen, Bjurbäcksälven, Stor-Lungen och Lungsundet, och österut av Prästbäcken, Östersjön, Mögsjön och Storforsälven. Landområdet skars av från fastlandet 1906 då Prästbäcken kanaliserades och anslöts till Daglösen, men definierades som ö av SCB först 2014 och namngavs 2015.
Ungefär tusen personer bor på ön, de flesta i tätorten Storfors.